# Arphy
Arphy est une commune française située dans l'ouest du département du Gard, en région Occitanie.
Exposée à un climat méditerranéen, elle est drainée par la Dourbie, le Coudoulous, le ruisseau de Pueylong et par divers autres petits cours d'eau. Incluse dans les Cévennes, la commune possède un patrimoine naturel remarquable : deux sites Natura 2000 (le « massif de l'Aigoual et du Lingas » et « les Cévennes ») et cinq zones naturelles d'intérêt écologique, faunistique et floristique.
Arphy est une commune rurale qui compte 138 habitants en 2022, après avoir connu un pic de population de 606 habitants en 1841. Elle est dans l'agglomération de Vigan et fait partie de l'aire d'attraction du Vigan. Ses habitants sont appelés les Arphyens et Arphyennes.

## Géographie
| Dourbies   |       | Val-d'Aigoual |
| Bréau-Mars | Arphy | Mandagout     |
|            | Aulas | Le Vigan      |

La commune d'Arphy s'étend de la forêt domaniale de l'Aigoual jusqu'à l'entrée d'Aulas en suivant le Coudoulous.
Tout le long sont établis plusieurs mas et hameaux.
Quelques lieux-dits : La Beaumelle, Bions, La Borie, Cap de Coste, La Carrière, La Coste, Le Crestat, La Fabrègue, Le Fesq, Fontainebleau, Galary, Le Gravas, Grimal, Les Lauzès, La Matte, Les Molières, Le Monna, Montals, Nespoulet, Les Plantiers, Le Poujol, Pratcoustal, Mas Queyrol, Trépadoux, Les Vignals.

### Climat
Pour des articles plus généraux, voir Climat de l'Occitanie et Climat du Gard.
En 2010, le climat de la commune est de type climat méditerranéen altéré, selon une étude s'appuyant sur une série de données couvrant la période 1971-2000. En 2020, Météo-France publie une typologie des climats de la France métropolitaine dans laquelle la commune est dans une zone de transition entre le climat de montagne et le climat méditerranéen et est dans une zone de transition entre les régions climatiques « Provence, Languedoc-Roussillon » et « Sud-est du Massif Central ».
Pour la période 1971-2000, la température annuelle moyenne est de 11,6 °C, avec une amplitude thermique annuelle de 16,1 °C. Le cumul annuel moyen de précipitations est de 1 689 mm, avec 9,6 jours de précipitations en janvier et 4,5 jours en juillet. Pour la période 1991-2020, la température moyenne annuelle observée sur la station météorologique la plus proche, située sur la commune du Vigan à 3 km à vol d'oiseau, est de 13,7 °C et le cumul annuel moyen de précipitations est de 1 494,8 mm,. Pour l'avenir, les paramètres climatiques de la commune estimés pour 2050 selon différents scénarios d'émission de gaz à effet de serre sont consultables sur un site dédié publié par Météo-France en novembre 2022.

### Milieux naturels et biodiversité

#### Espaces protégés
La protection réglementaire est le mode d’intervention le plus fort pour préserver des espaces naturels remarquables et leur biodiversité associée,.
Dans ce cadre, la commune fait partie de la zone cœur du Parc national des Cévennes. Ce  parc national, créé en 1967, est un territoire de moyenne montagne formé de cinq entités géographiques : le massif de l'Aigoual, le causse Méjean avec les gorges du Tarn et de la Jonte, le mont Lozère, les vallées cévenoles ainsi que le piémont cévenol.
La commune fait également partie des Cévennes, un territoire  reconnu réserve de biosphère par l'UNESCO en 1985 pour la mosaïque de milieux naturels qui la composent et qui abritent une biodiversité exceptionnelle, avec 2 400 espèces animales, 2 300 espèces de plantes à fleurs et de fougères, auxquelles s’ajoutent d’innombrables mousses, lichens, champignons,.

#### Réseau Natura 2000

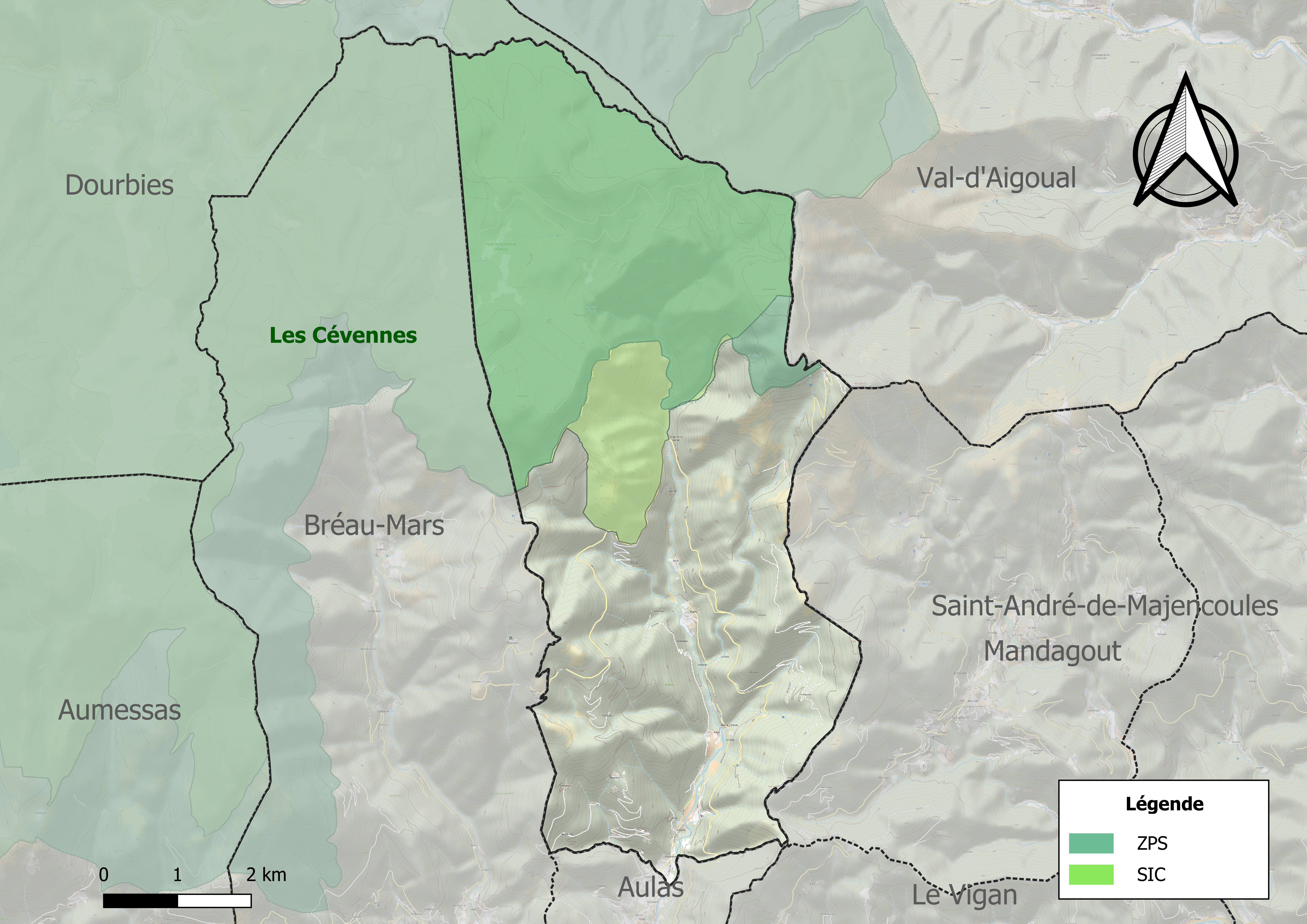
Site Natura 2000 sur le territoire communal.

Le réseau Natura 2000 est un réseau écologique européen de sites naturels d'intérêt écologique élaboré à partir des directives habitats et oiseaux, constitué de zones spéciales de conservation (ZSC) et de zones de protection spéciale (ZPS).
Un site Natura 2000 a été défini sur la commune au titre de la directive habitats :
- le « massif de l'Aigoual et du Lingas », d'une superficie de 10 546 ha, constituant la ligne de partage des eaux entre Méditerranée et Atlantique. On y trouve des pelouses et landes qu'on peut qualifier de pseudo-alpines, recélant des éléments floristiques des Alpes et des Pyrénées en disjonction d'aire. La diversité spécifique de l'ensemble du site est remarquable, avec en particulier la présence de la très rare Buxbaumia viridis[14]

et un au titre de la directive oiseaux : 
- « les Cévennes », d'une superficie de 92 044 ha, correspondant précisément à la zone centrale du parc national des Cévennes et rassemblant plusieurs ensembles distincts. La diversité des milieux et des paysages permet le maintien d'une avifaune riche et diversifiée : au total, 135 espèces d'oiseaux, dont 22 inscrites à l'annexe 1 de la directive 79-409-CEE, recensées dans la zone centrale du parc, dont une vingtaine d'espèces de rapaces diurnes et sept nocturnes[15].

#### Zones naturelles d'intérêt écologique, faunistique et floristique
L’inventaire des zones naturelles d'intérêt écologique, faunistique et floristique (ZNIEFF) a pour objectif de réaliser une couverture des zones les plus intéressantes sur le plan écologique, essentiellement dans la perspective d’améliorer la connaissance du patrimoine naturel national et de fournir aux différents décideurs un outil d’aide à la prise en compte de l’environnement dans l’aménagement du territoire.
Trois ZNIEFF de type 1 sont recensées sur la commune :
- les « cascades d'Orgon » (363 ha)[17] ;
- la « rivière du Coudoulous à Arphy » (13 ha)[18] ;
- les « tourbières de Montals et de la Crémade » (145 ha), couvrant 2 communes du département[19] ;

et deux ZNIEFF de type 2, : 
- le « massif de l'Aigoual et du Lingas » (28 495 ha), couvrant 17 communes dont 12 dans le Gard et 5 dans la Lozère[20] ;
- les « vallées amont de l'Hérault » (21 533 ha), couvrant 23 communes dont 22 dans le Gard et 1 dans l'Hérault[21].

Carte des ZNIEFF de type 1 et 2 à Arphy.
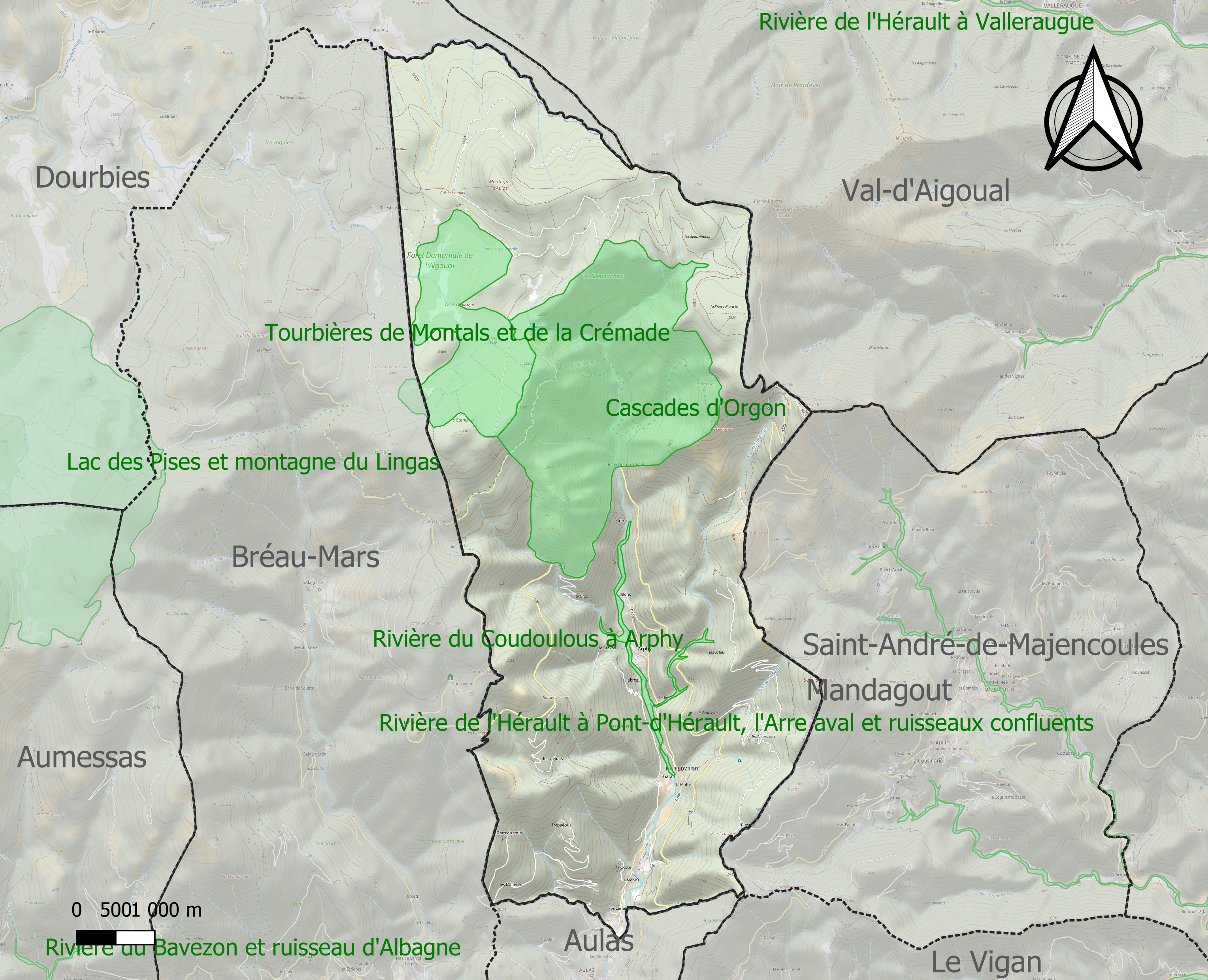
Carte des ZNIEFF de type 1 sur la commune.
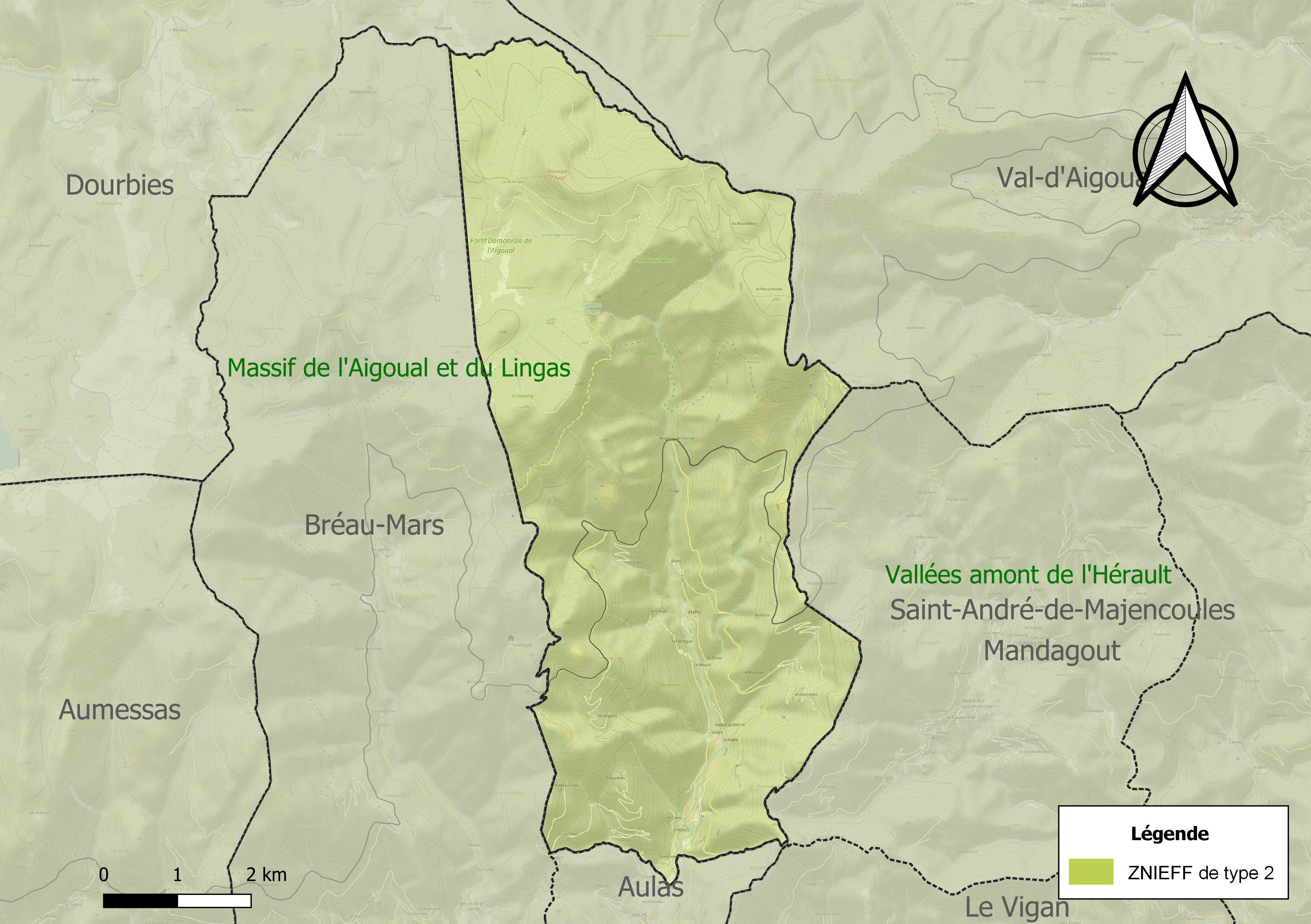
Carte des ZNIEFF de type 2 sur la commune.

## Urbanisme

### Typologie
Au 1er janvier 2024, Arphy est catégorisée commune rurale à habitat très dispersé, selon la nouvelle grille communale de densité à sept niveaux définie par l'Insee en 2022.
Elle appartient à l'unité urbaine du Vigan, une agglomération intra-départementale regroupant six  communes, dont elle est une commune de la banlieue,,. Par ailleurs la commune fait partie de l'aire d'attraction du Vigan, dont elle est une commune de la couronne,. Cette aire, qui regroupe 20 communes, est catégorisée dans les aires de moins de 50 000 habitants,.

### Occupation des sols
L'occupation des sols de la commune, telle qu'elle ressort de la base de données européenne d’occupation biophysique des sols Corine Land Cover (CLC), est marquée par l'importance des forêts et milieux semi-naturels (99,5 % en 2018), une proportion sensiblement équivalente à celle de 1990 (99,4 %). La répartition détaillée en 2018 est la suivante : 
forêts (96,4 %), milieux à végétation arbustive et/ou herbacée (3,1 %), zones urbanisées (0,5 %). L'évolution de l’occupation des sols de la commune et de ses infrastructures peut être observée sur les différentes représentations cartographiques du territoire : la carte de Cassini (XVIIIe siècle), la carte d'état-major (1820-1866) et les cartes ou photos aériennes de l'IGN pour la période actuelle (1950 à aujourd'hui).

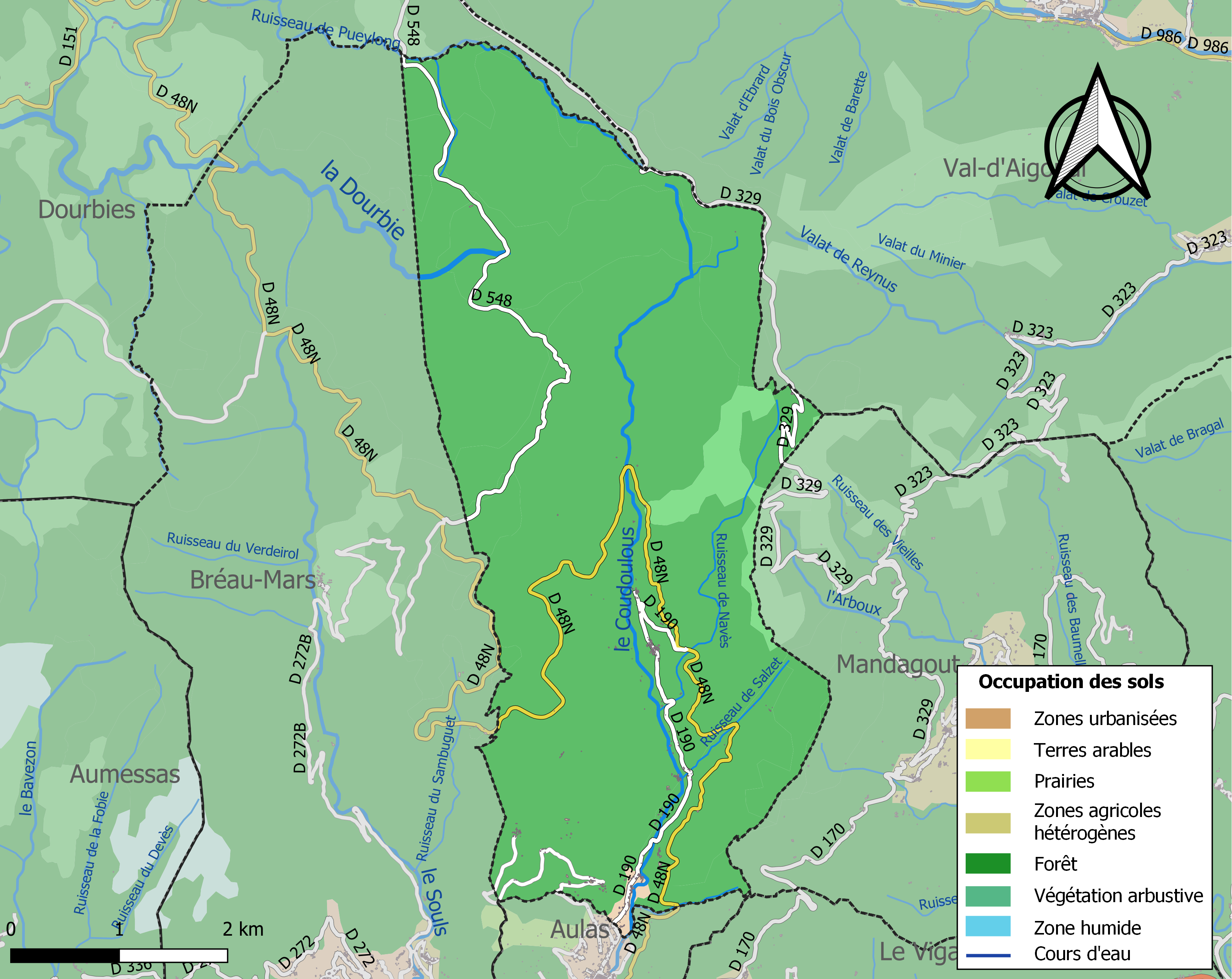
Carte des infrastructures et de l'occupation des sols de la commune en 2018 (CLC).

### Risques majeurs
Le territoire de la commune d'Arphy est vulnérable à différents aléas naturels : météorologiques (tempête, orage, neige, grand froid, canicule ou sécheresse), inondations, feux de forêts, mouvements de terrains et séisme (sismicité faible). Il est également exposé à un risque particulier : le risque de radon. Un site publié par le BRGM permet d'évaluer simplement et rapidement les risques d'un bien localisé soit par son adresse soit par le numéro de sa parcelle.

#### Risques naturels
Certaines parties du territoire communal sont susceptibles d’être affectées par le risque d’inondation par débordement de cours d'eau, notamment la Dourbie et le Coudoulous. La commune a été reconnue en état de catastrophe naturelle au titre des dommages causés par les inondations et coulées de boue survenues en 1982, 1994, 1996 et 2011,.

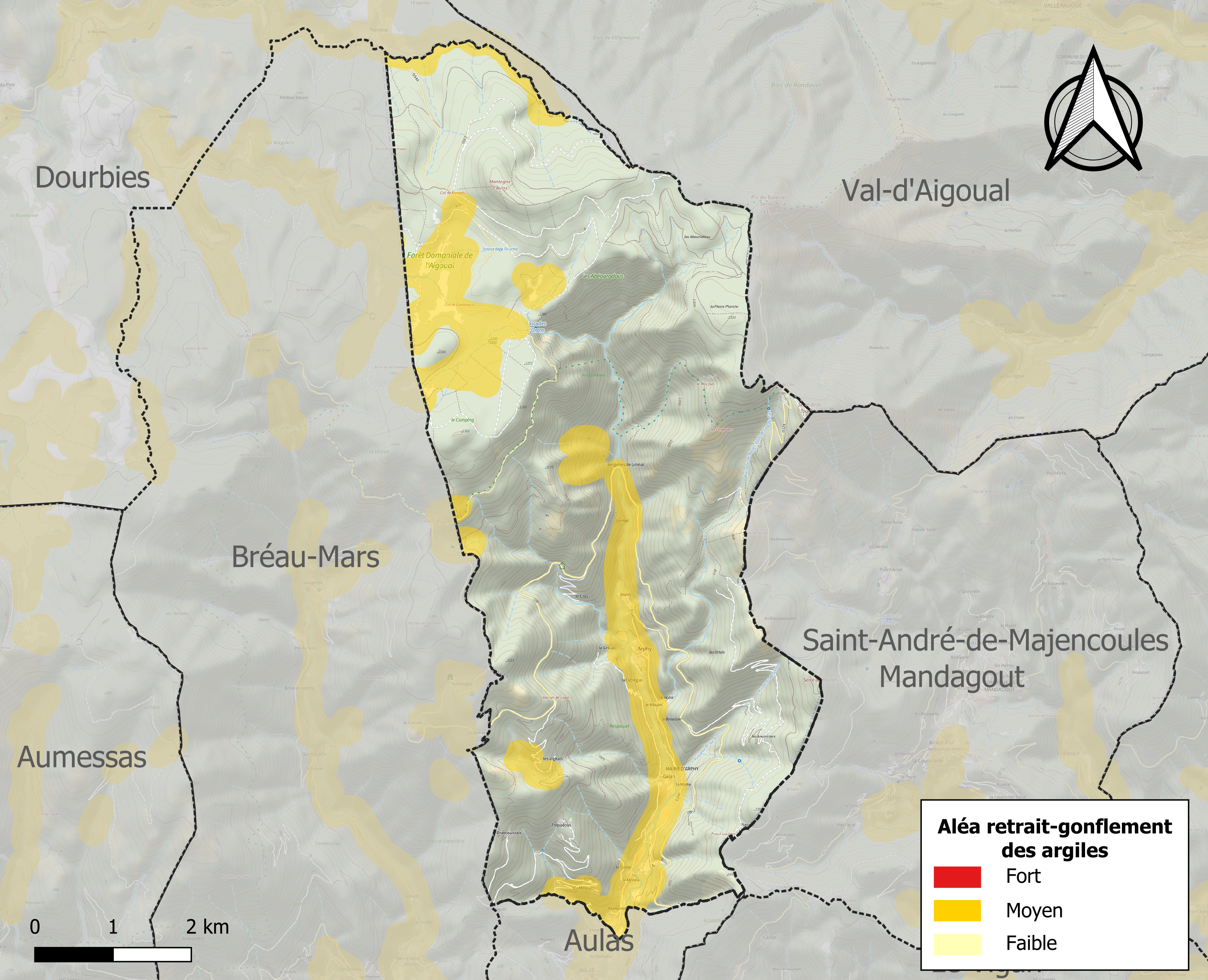
Carte des zones d'aléa retrait-gonflement des sols argileux d'Arphy.

La commune est vulnérable au risque de mouvements de terrains constitué principalement du retrait-gonflement des sols argileux. Cet aléa est susceptible d'engendrer des dommages importants aux bâtiments en cas d’alternance de périodes de sécheresse et de pluie. 16,7 % de la superficie communale est en aléa moyen ou fort (67,5 % au niveau départemental et 48,5 % au niveau national). Sur les 166 bâtiments dénombrés sur la commune en 2019, 136 sont en aléa moyen ou fort, soit 82 %, à comparer aux 90 % au niveau départemental et 54 % au niveau national. Une cartographie de l'exposition du territoire national au retrait gonflement des sols argileux est disponible sur le site du BRGM,.
Par ailleurs, afin de mieux appréhender le risque d’affaissement de terrain, l'inventaire national des cavités souterraines permet de localiser celles situées sur la commune.

#### Risque particulier
Dans plusieurs parties du territoire national, le radon, accumulé dans certains logements ou autres locaux, peut constituer une source significative d’exposition de la population aux rayonnements ionisants. Certaines communes du département sont concernées par le risque radon à un niveau plus ou moins élevé. Selon la classification de 2018, la commune d'Arphy est classée en zone 3, à savoir zone à potentiel radon significatif.

## Toponymie
Nommé dès 1417 Mansus de Arfino parrochioe de Aulacio.

## Histoire
Au Moyen Âge, Arphy dépend de la ville d'Aulas ; c'est une entité féodale ayant le statut d'exploitant agricole. Le hameau est prospère grâce aux terres alluviales et aux cultures arboricoles très nombreuses.
En 1654, le bourgeois Étienne Galary représente le territoire d'Arphy devant le baron d'Hierle. Il est l'un des quatre consuls qui administrent la communauté de la paroisse d'Aulas.
Durant les troubles religieux, les nombreuses baumes servent de cachettes aux prédicants et aux insurgés. Comme en 1698, le berger Grimal héberge les prédicants Bas et Brousson. Le fait est ébruité et leur présence dénoncée. La « Baume du ministre » abritera pendant de long mois d'hiver différents pasteurs. En 1732, André Verseils, habitant du hameau de Pracoustals est arrêté et conduit à Montpellier où il est jugé pour avoir répandu des livres interdits et pour avoir favorisé la tenue d'assemblées clandestines. Il est condamné aux galères.
En 1792, Arphy devient commune à part entière.
Le domaine de Montals, important ensemble de bâtiments et de terres depuis l'Ancien Régime, est acquis par l'État pour le compte des Eaux et Forêts en 1892. Les bâtiments remaniés et agrandis deviennent alors un avant-poste du reboisement de l'Aigoual par Georges Fabre et Charles Flahaut. Le domaine servit de logement pour les gardes forestiers jusque dans les années 1960 et ont accueilli pendant la Seconde Guerre mondiale les chantiers de jeunesse du groupement Assas dans la région du Vigan.

## Politique et administration
| Période                                  | Période  | Identité                        | Étiquette | Qualité  |
| ---------------------------------------- | -------- | ------------------------------- | --------- | -------- |
| 1800                                     | 1808     | Pierre Toureille                |           |          |
| 1808                                     | 1813     | Jean Maurin                     |           |          |
| 1813                                     | 1816     | Théophile Pages                 |           |          |
| 1816                                     | 1817     | Pierre Toureille                |           |          |
| 1817                                     | 1831     | Théodore de Quatrefages du Fesq |           |          |
| 1831                                     | 1835     | Jean Deltruel                   |           |          |
| 1835                                     | 1837     | Laurent Fabre                   |           |          |
| 1837                                     | 1840     | Germain Poujol                  |           |          |
| 1840                                     | 1843     | Jacques Bastide                 |           |          |
| 1843                                     | 1846     | François Nougarede              |           |          |
| 1846                                     | 1848     | Germain Poujol                  |           |          |
| 1848                                     | 1848     | Pierre Toureille                |           |          |
| 1848                                     | 1850     | Pierre Journet                  |           |          |
| 1850                                     | 1855     | Germain Poujol                  |           |          |
| 1855                                     | 1861     | Théodore de Quatrefages du Fesq |           |          |
| 1861                                     | 1863     | Louis Verseils                  |           |          |
| 1863                                     | 1866     | Louis Nogarede                  |           |          |
| 1866                                     | 1870     | M. Bastide                      |           |          |
| 1870                                     | 1870     | M. Fabre                        |           |          |
| 1870                                     | 1871     | M. Vauc                         |           |          |
| 1871                                     | 1878     | Germain Poujol                  |           |          |
| 1878                                     | 1884     | Émile Journet                   |           |          |
| 1884                                     | 1892     | Louis Escot                     |           |          |
| 1892                                     | 1896     | Palmyre Toureille               |           |          |
| 1896                                     | 1908     | Gaubert Adrien                  |           |          |
| 1908                                     | 1912     | Finiels Louis                   |           |          |
| 1912                                     | 1919     | Palmyre Toureille               |           |          |
|                                          |          |                                 |           |          |
| 1919                                     | 1925     | Charles Toureille               |           |          |
| 1925                                     | 1929     | Louis Nogarede                  |           |          |
| 1929                                     | 1977     | Elisée Pratlong                 |           |          |
| mars 2001                                | 2008     | Raymond Salles                  | PS        |          |
| mars 2008                                | En cours | Jean-Pierre Gabel               | SE        | Retraité |
| Les données manquantes sont à compléter. |          |                                 |           |          |

## Démographie
L'évolution du nombre d'habitants est connue à travers les recensements de la population effectués dans la commune depuis 1793. Pour les communes de moins de 10 000 habitants, une enquête de recensement portant sur toute la population est réalisée tous les cinq ans, les populations de référence des années intermédiaires étant quant à elles estimées par interpolation ou extrapolation. Pour la commune, le premier recensement exhaustif entrant dans le cadre du nouveau dispositif a été réalisé en 2005.

En 2022, la commune comptait 138 habitants, en évolution de −20,23 % par rapport à 2016 (Gard : +2,97 %, France hors Mayotte : +2,11 %).
| 1793 | 1800 | 1806 | 1821 | 1831 | 1836 | 1841 | 1846 | 1851 |
| ---- | ---- | ---- | ---- | ---- | ---- | ---- | ---- | ---- |
| 450  | 486  | 538  | 491  | 534  | 576  | 606  | 500  | 540  |

| 1856 | 1861 | 1866 | 1872 | 1876 | 1881 | 1886 | 1891 | 1896 |
| ---- | ---- | ---- | ---- | ---- | ---- | ---- | ---- | ---- |
| 504  | 531  | 530  | 540  | 505  | 452  | 421  | 426  | 407  |

| 1901 | 1906 | 1911 | 1921 | 1926 | 1931 | 1936 | 1946 | 1954 |
| ---- | ---- | ---- | ---- | ---- | ---- | ---- | ---- | ---- |
| 409  | 403  | 361  | 320  | 269  | 230  | 226  | 200  | 140  |

| 1962 | 1968 | 1975 | 1982 | 1990 | 1999 | 2005 | 2006 | 2010 |
| ---- | ---- | ---- | ---- | ---- | ---- | ---- | ---- | ---- |
| 129  | 130  | 86   | 122  | 131  | 173  | 166  | 160  | 171  |

| 2015 | 2020 | 2022 | - | - | - | - | - | - |
| ---- | ---- | ---- | - | - | - | - | - | - |
| 174  | 143  | 138  | - | - | - | - | - | - |

## Économie

### Revenus
En 2018  (données Insee publiées en septembre 2021), la commune compte 74 ménages fiscaux, regroupant 148 personnes. La médiane du revenu disponible par unité de consommation est de 17 250 € (20 020 € dans le département).

### Emploi
|                | 2008   | 2013   | 2018   |
| -------------- | ------ | ------ | ------ |
| Commune        | 10,6 % | 12,1 % | 12,8 % |
| Département    | 10,6 % | 12 %   | 12 %   |
| France entière | 8,3 %  | 10 %   | 10 %   |

En 2018, la population âgée de 15 à 64 ans s'élève à 97 personnes, parmi lesquelles on compte 75,6 % d'actifs (62,8 % ayant un emploi et 12,8 % de chômeurs) et 24,4 % d'inactifs,. Depuis 2008, le taux de chômage communal (au sens du recensement) des 15-64 ans est supérieur à celui de la France et du département.
La commune fait partie de la couronne de l'aire d'attraction du Vigan, du fait qu'au moins 15 % des actifs travaillent dans le pôle,. Elle compte 18 emplois en 2018, contre 33 en 2013 et 22 en 2008. Le nombre d'actifs ayant un emploi résidant dans la commune est de 62, soit un indicateur de concentration d'emploi de 28,4 % et un taux d'activité parmi les 15 ans ou plus de 48,5 %.
Sur ces 62 actifs de 15 ans ou plus ayant un emploi, 14 travaillent dans la commune, soit 22 % des habitants. Pour se rendre au travail, 81,8 % des habitants utilisent un véhicule personnel ou de fonction à quatre roues, 3,6 % s'y rendent en deux-roues, à vélo ou à pied et 14,5 % n'ont pas besoin de transport (travail au domicile).

### Activités hors agriculture

#### Secteurs d'activités
18 établissements sont implantés  à Arphy au 31 décembre 2019.
Le secteur des activités immobilières est prépondérant sur la commune puisqu'il représente 16,7 % du nombre total d'établissements de la commune (3 sur les 18 entreprises implantées  à Arphy), contre 4,1 % au niveau départemental.

### Agriculture
|               | 1988 | 2000 | 2010 | 2020 |
| ------------- | ---- | ---- | ---- | ---- |
| Exploitations | 11   | 2    | 5    | 3    |
| SAU (ha)      | 49   | 15   | 12   | 15   |

La commune est dans les Cévennes, une petite région agricole occupant l'ouest du département du Gard. En 2020, l'orientation technico-économique de l'agriculture  sur la commune est la culture de fruits ou d'autres cultures permanentes. Trois exploitations agricoles ayant leur siège dans la commune sont dénombrées lors du recensement agricole de 2020 (onze en 1988). La superficie agricole utilisée est de 15 ha,,.

## Culture locale et patrimoine

### Lieux et monuments
- Le temple protestant, construit en 1877 grâce aux dons importants du consistoire de Hambourg.
- Filature du Monna, usine de coton puis de soie en 1835. En 1918, fondation de la Société anonyme de Bonneterie des Cévennes.
- Château du Fesq, bâtiment du XVIIe siècle, réaménagé sous la Restauration.
- Baume du ministre, grotte dans laquelle plusieurs prédicants, notamment Claude Brousson en 1698, se sont cachés pendant la période du Désert.
- Cascades d'Orgon, cascades impressionnantes de 35 mètres de haut.

### Personnalités liées à la commune
- André Salvador de Quatrefages (1850-1940), conseiller à la cour d'appel de Paris qui fut le premier à gravir la face nord-ouest du Mont Viso (Italie) en 1879.

### Héraldique
| Blason de Arphy | Blason  | D'azur à la fasce d'or accompagnée de trois arcs couchés du même, deux en chef et un en pointe. |
| Blason de Arphy | Détails |                                                                                                 |